# Bitwa pod Hannut
Bitwa pod Hannut – starcie zbrojne stoczone podczas II wojny światowej w dniach 12–14 maja 1940 roku pod miastem Hannut w Belgii. Była to największa bitwa pancerna kampanii belgijskiej i największe tego typu starcie w historii wojen do tamtego momentu.
Głównym celem Niemców było związanie walką najsilniejszych elementów francuskiej 1 Armii i zatrzymanie jej z dala od głównej trasy ataku Grupy Armii A przez Ardeny, zgodnie z niemieckim planem operacyjnym Fall Gelb, opracowanym przez gen. Ericha von Mansteina. Uderzenie wojsk niemieckich przez Ardeny zaplanowano na 15 maja, pięć dni po rozpoczęciu inwazji na Holandię i Belgię. Zaplanowane opóźnienie miało skłonić aliantów do przekonania, że główny atak, podobnie jak plan Schlieffena z I wojny światowej, przetoczy się przez Belgię, a następnie ruszy w głąb Francji. Gdyby armie alianckie wkroczyły wtedy do Belgii zgodnie z planem Dyle, miały zostać związane przez niemieckie operacje ofensywne we wschodniej Belgii pod Hannut i Gembloux. Po odsłonięciu w ten sposób flanki 1 Armii, Niemcy mogliby przedrzeć się do kanału La Manche, a następnie otoczyć i zniszczyć główne siły alianckie. Francuzi natomiast planowali długą obronę pod Gembloux, około 34 km na zachód od Hannut. Wysłali naprzód dwie zmechanizowane dywizje lekkie, aby przeprowadziły akcję opóźniającą przeciwko wysuniętym oddziałom niemieckim i dały reszcie 1 Armii czas na okopanie się pod Gembloux.
Niemcy dotarli w okolice Hannut już dwa dni po rozpoczęciu inwazji na Belgię, lecz Francuzi odparli kilka niemieckich ataków i zgodnie z planem wycofali się w stronę Gembloux. Niemcom udało się jednak związać walką znaczne siły alianckie, które inaczej mogłyby wziąć udział w bitwie pod Sedanem, decydującym starciu w rejonie Ardenów, a więc osiągnęli swój główny cel, choć nie zdołali całkowicie zniszczyć francuskiej 1 Armii, pomimo zadania jej znacznych strat.
Kontynuacją bitwy pod Hannut była bitwa pod Gembloux stoczona w dniach 14–15 maja. W następstwie tego starcia, choć jeszcze bardziej osłabiona, 1 Armia zdołała wycofać się do Lille, gdzie opóźniła marsz Niemców w stronę kanału La Manche broniąc tego miasta i odegrała tym samym kluczową rolę w osłonie Brytyjskich Sił Ekspedycyjnych oraz części wojsk francuskich i belgijskich ewakuujących się z Dunkierki.

## Tło sytuacyjne

### Plany aliantów
Naczelny dowódca sił alianckich, gen. Maurice Gamelin, zobowiązał 1 Grupę Armii pod dowództwem gen. Gastona Billotte'a, w tym jej najsilniejszą formację, francuską 1 Armię pod komendą gen. Georgesa Blancharda wraz z w pełni zmechanizowanym Korpusem Kawalerii (Corps de Cavalerie), dowodzonym przez gen. René Priouxa, do wkroczenia do Belgii w razie niemieckiej inwazji, aby wesprzeć liczną, ale gorzej wyposażoną armię belgijską. Gamelin spodziewał się, że niemiecki atak szybko przełamie belgijską obronę na linii Kanału Alberta – przy czym Belgowie sami oświadczyli, że po czterech dniach od inwazji wycofają się na planowaną linię wspólnego frontu alianckiego w środkowej Belgii, „linię Dyle” pomiędzy Antwerpią a Namur – dlatego starał się szybko ustanowić umocnioną linię obrony z centrum w mieście Gembloux i północnym krańcem w Namur, aby przeciwstawić się uderzeniu, które przewidział jako główne działania nieprzyjaciela (Schwerpunkt) w nadchodzącej kampanii: próbie przebicia się przez „lukę Gembloux” pomiędzy rzekami Dyle i Moza silną koncentracją sił pancernych. Ponieważ Belgia, Holandia i Luksemburg miały pozostać neutralne dopóki nie zostaną zaatakowane przez Niemców, odpowiednie przygotowanie pozycji dla francuskiej 1 Armii okazało się niemożliwe. Dlatego Korpus Kawalerii otrzymał zadanie przeprowadzenia działań opóźniających, gdzieś pomiędzy Gembloux i Maastricht (na prawdopodobnej trasie prowadzącej do Kanału Alberta, nad wschodnim zakolem Mozy), aby uniemożliwić nieprzyjacielowi dotarcie w rejon Gembloux do ósmego dnia inwazji i dać 1 Armii wystarczająco dużo czasu na okopanie się.
Korpus Kawalerii został utworzony 26 grudnia 1939 roku i składał się obu z istniejących wówczas francuskich zmechanizowanych dywizji kawalerii, 1 Dywizji Légère Mécanique (1 Zmechanizowanej Dywizji Lekkiej) oraz 2 Dywizji Légère Mécanique. Jednak 26 marca 1940 roku 1 Dywizja otrzymała zadanie, aby w przypadku inwazji nawiązać kontakt z armią holenderską w pobliżu Bredy; w związku z tym ta doświadczona jednostka została oderwana od Korpusu Kawalerii. Zastąpiono ją 3 Dywizją Légère Mécanique, utworzoną dopiero 1 lutego 1940 roku, złożoną głównie z rezerwistów i słabo wyszkoloną. Niemniej jednak Prioux nadal uważał, że jego siły są wystarczające, by albo powstrzymać przeprawę Niemów przez Mozę w rejonie Maastricht, albo stoczyć bitwę manewrową, bądź też, jako trzecią alternatywę, bronić prowizorycznej linii obrony. Miał od naczelnego dowództwa swobodę w wyborze dowolnej opcji, pod warunkiem, że wróg będzie wystarczająco długo trzymany z dala od Gembloux. Postanowił więc zachować wszystkie możliwości otwarte i działać zgodnie z rozwojem sytuacji.

### Niemieckie plany

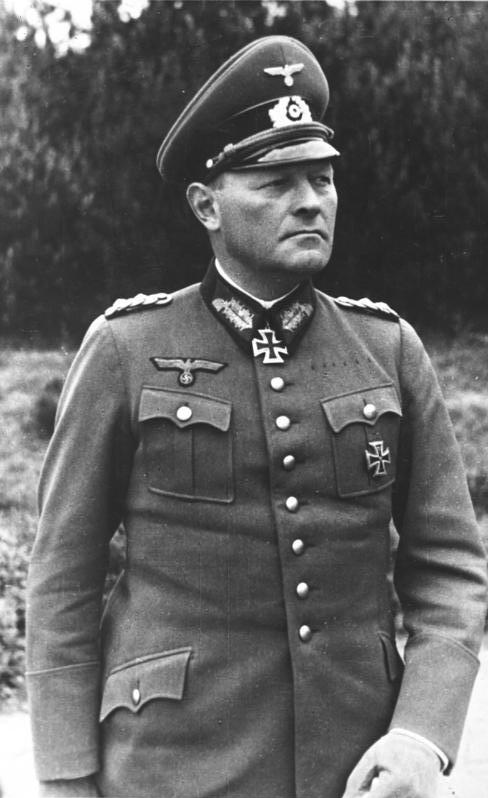
Gen. Erich Hoepner dowodził XVI Korpusem Armijnym w bitwach pod Hannut i Gembloux

Niemiecki plan dla tego sektora frontu przewidywał atak wojsk powietrznodesantowych i szturmowych w celu zajęcia fortów Eben-Emael oraz przepraw przez Kanały Mozy i Alberta, otwierając w ten sposób drogę przez obronę holenderską i belgijską dla 4 Dywizji Pancernej i doprowadzając całą linię obrony nad Kanałem Alberta do szybkiego załamania się. Po dokonaniu przełamania frontu, XVI Korpus Armijny gen. Ericha Hoepnera i Grupa Armii B miały przejąć kontrolę nad 4 Dywizją Pancerną, 3 Dywizją Pancerną i 20 Dywizją Piechoty. Misją Hoepnera było szybkie wyprowadzenie swojego korpusu z przyczółka i zajęcie obszaru wokół Gembloux, zanim francuskie dywizje piechoty zdążą się tam okopać, a tym samym ziszczenie najgorszych obaw francuskiego naczelnego dowództwa, poprzez przyciągnięcie wszystkich zmodernizowanych jednostek alianckich i ich rezerw na północ, z dala od głównej trasy inwazji w Ardenach. Umożliwiłoby to Wehrmachtowi odcięcie francuskiej 1 Armii, Brytyjskich Sił Ekspedycyjnych i Belgów szybkim uderzeniem w kierunku kanału La Manche, co doprowadziłoby do gigantycznego okrążenia wojsk alianckich. Akcja była w zasadzie manewrem mylącym, mającym na celu związanie walką aliantów na północy, aby ci nie mogli przeszkadzać w głównym natarciu przez Ardeny.

## Siły przeciwników

### Siły alianckie
Bitwa pod Hannut stała się największą bitwą pancerną tej kampanii. Obie francuskie zmechanizowane dywizje lekkie miały po dwie brygady. Pierwsza z nich, brygada bojowa, składała się z dwóch pułków pancernych, z których każdy miał po dwa szwadrony czołgów średnich wyposażone w czołgi Somua S-35 i dwa szwadrony czołgów lekkich z maszynami Hotchkiss H-35. Etatowa siła każdego szwadronu była równa 44 S-35 i 43 H-35; miały one również po osiem opancerzonych wozów dowodzenia. Druga brygada każdej z dywizji składała się z pułku zwiadowczego, wyposażonego w 44 samochody pancerne Panhard 178 zorganizowane w dwa szwadrony oraz pułku piechoty zmechanizowanej, wyposażonego w 126 6-kołowych transporterów Laffly S20TL. Uwzględniono również trzy etatowe szwadrony lekkich czołgów AMR 35 (Automitrailleuse de Reconnaissance), z których każdy miał zawierać 22 takie czołgi, a także trzy opancerzone pojazdy dowodzenia. W praktyce tylko 2 Dywizja wykorzystywała do tej roli czołgi AMR 35, a z uwagi na to, że produkcja tego pojazdu została przerwana, 3 Dywizji przydzielono zamiast nich czołgi H-35. Każda francuska zmechanizowana dywizja lekka miała zatem etatową siłę 260 czołgów i 44 Panhardów. Cały Korpus Kawalerii miał łącznie 520 czołgów: 176 Somua S-35, 172 Hotchkiss H-35s, 66 AMR 35s + 66 H-35s i 88 Panthardów 178s wraz z zapasem amunicji.

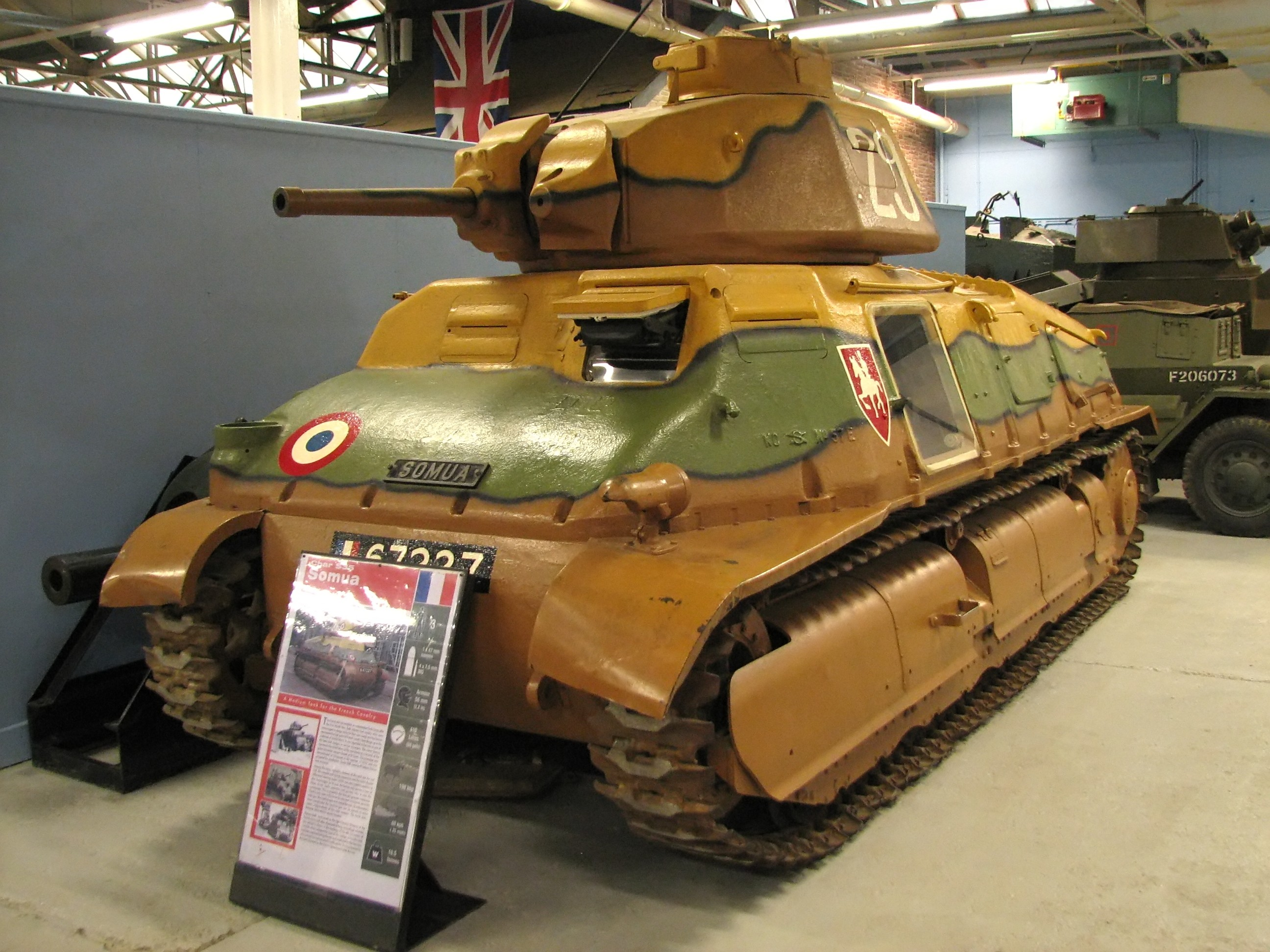
Czołg Somua S-35 w Bovington Tank Museum. Przewyższał on wszystkie niemieckie czołgi do Panzer III włącznie pod względem grubości pancerza i siły ognia

3 Zmechanizowana Dywizja Lekka korzystała ze zmodyfikowanej, opracowanej w 1939 roku (modifié 39) szybszej i ulepszonej wersji czołgu H-35, które dziś często nazywa się „H-39”. Większość czołgów Hotchkiss w obu wersjach była wyposażona w krótkie działo 37 mm SA 18, które okazało się kiepską bronią przeciwpancerną. Niektóre pojazdy dowódców plutonów i szwadronów zostały wyposażone w mocniejsze działo 37 mm SA 38, co stanowiło około jednej piątej całkowitej liczby czołgów Hotchkiss.
Organizacja 2 Dywizji była następująca: 3 Brygada jako brygada pancerna z 13 i 29 Pułkiem Dragonów oraz 4 Brygada jako brygada piechoty zmechanizowanej z 8 Pułkiem Rozpoznania Kirasjerów i 1 Pułkiem Piechoty Zmechanizowanej Dragonów. 3 Dywizja składała się z 5 Brygady z 1 i 2 Pułkiem Pancernym Kirasjerów oraz 6 Brygady z 12 Pułkiem Rozpoznania Kirasjerów i 11 Pułkiem Piechoty Zmechanizowanej Dragonów.

### Siły niemieckie

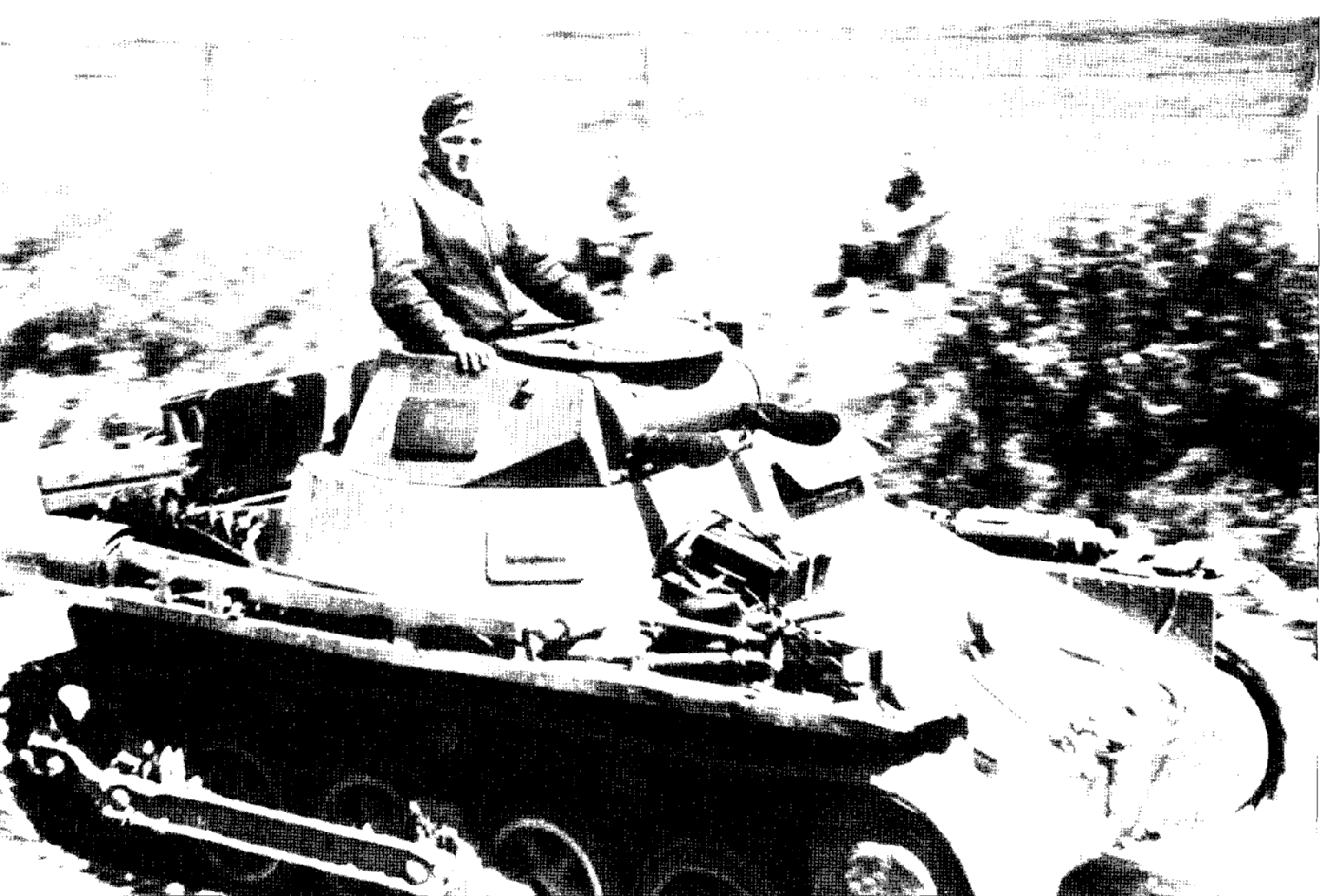
Panzer I Ausf. A podczas inwazji na Belgię

Podobnie jak francuskie zmechanizowane dywizje lekkie, niemieckie dywizje pancerne posiadały w swoim składzie brygadę pancerną (Panzer-Brigade) z dwoma pułkami czołgów (Panzer-Regimenter), te zaś zostały podzielone na dwa bataliony czołgów (Panzer-Abteilungen), a każdy batalion czołgów oprócz kompanii dowodzenia posiadał dwie lekkie kompanie złożone z 19 czołgów bojowych, teoretycznie wyposażonych głównie w Panzer III, oraz średnią kompanię 15 czołgów bojowych używających Panzer IV. Z powodu niedoboru tego typu maszyn, w rzeczywistości te kompanie były w większości zapełnione lekkimi czołgami Panzer II, a nawet Panzer I.
Dokładne liczby każdego typu maszyn dostępne 10 maja w każdej niemieckiej dywizji pancernej są następujące: 3 Dywizja Pancerna miała 314 czołgów w swojej 3 Brygadzie Pancernej składającej się z 5 i 6 Pułku Pancernego: 117 Panzer Is, 129 Panzer IIs, 42 Panzer IIIs i 26 Panzer IVs; 4 Dywizja Pancerna posiadała 304 czołgi w 5 Brygadzie Pancernej składającej się z 35 i 36 Pułku Pancernego: 135 Panzer Is, 105 Panzer II, 40 Panzer III i 24 Panzer IV. W sumie XVI Korpus Pancerny dysponował 618 czołgami: 252 Panzer Is, 234 Panzer II, 82 Panzer III i 50 Panzer IV. Oprócz czołgów, 3 Dywizja Pancerna posiadała także 27 gąsienicowych pojazdów dowodzenia, Befehlspanzer, uzbrojonych wyłącznie w karabiny maszynowe, podczas gdy 4 Dywizji Pancernej przydzielono takowych dziesięć.. Każda dywizja miała również około 56 samochodów pancernych. Większość czołgów Panzer II XVI Korpusu Armijnego nie została jeszcze zmodernizowana do nowego standardu pancerza przedniego o grubości 30 mm, przez co była podatna nawet na ogień lekkiego, francuskiego działa 37 mm L/21.
Ponieważ francuskie pułki piechoty zmechanizowanej posiadały po trzy bataliony piechoty zmechanizowanej, całkowita siła piechoty Korpusu Kawalerii wynosiła sześć batalionów. Tymczasem niemiecki XVI Korpus Armijny miał siedem batalionów piechoty zmotoryzowanej. Jednostki francuskie były słabo wyposażone w działa przeciwpancerne: tylko dwanaście dział 25 mm i osiem dział 47 mm SA 37 na dywizję; i przeciwlotnicze: sześć dział kal. 25 mm na dywizję. Tak doszło do znacznego zróżnicowania sił artylerii obu stron: każda francuska lekka dywizja zmechanizowana miała po 36 dział przeciwko 68 służącym w jednej niemieckiej dywizji (w tym 24 7,5 cm leichtes Infanteriegeschütz 18). Miało to przełożenie również na nierówność w liczbie oddziałów artyleryjskich: Niemcy mieli cztery pułki artylerii i ciężką baterię, a francuski Korpus Kawalerii tylko dwa pułki armat polowych 75 mm i grupę dwunastu dział przeciwpancernych 25 mm jako oddziały korpusu.
Niemcy mieli także przewagę w powietrzu. VIII Korpus Powietrzny (VIII Fliegerkorps) Luftwaffe, składający się z około 300 bombowców nurkujących Junkers Ju 87, 42 samolotów zwiadowczych Henschel Hs 123 oraz około 130 myśliwców Messerschmitt Bf 109, był gotowy do wsparcia swoich sił pancernych. IV i IX Korpus Powietrzny dodał do tej siły jeszcze około 280 średnich bombowców oraz ponad 500 myśliwców Messerschmitt Bf 109 i Messerschmitt Bf 110, z których część miała znaleźć się również w dyspozycji Hoepnera.

## Geneza starcia

### Błąd Priouxa
Billotte zasugerował Priouxowi, że może przesunąć swoje siły pancerne dalej na wschód, aby wesprzeć armię belgijską. Ale Prioux, nie wierząc w skuteczność belgijskiej obrony i bojąc się skoncentrować swoje siły na otwartej przestrzeni pod dominującą w powietrzu Luftwaffe, wolał rozmieścić swoich dragonów i jednostki wsparcia bardziej z tyłu, na linii punktów umocnionych, mając za sobą czołgi zdolne do rozwinięcia kontrataku przeciwko siłom wroga penetrującym jego obronę. Billotte zaakceptował decyzję Priouxa i rozumiejąc potrzebę pośpiechu, dodał, że 1 Grupa Armii posuwa się naprzód zarówno w dzień, jak i w nocy, mimo zagrożenia ze strony Luftwaffe, aby dotrzeć do Gembloux. Tak więc Prioux musiał powstrzymać niemieckie czołgi tylko do świtu 14 maja.
11 maja o godz. 11:00 Billotte skierował większość francuskiej 23 Grupy Myśliwskiej, aby osłonić manewr 1 Armii i sąsiednich jednostek. Po przesunięciu większej liczby myśliwców do misji eskortowania bombowców, pozostało niewiele maszyn, które mogły osłaniać siły lądowe. Dlatego alianckie bombowce mogły skoncentrować się na opóźnianiu natarcia czołgów Hoepnera. Jednostki zwiadowcze Prioxa cofnęły się przed nieprzyjacielskimi czołgami w kierunku głównej części francuskiego Korpusu Kawalerii, który został rozmieszczony w punktach umocnionych na 40-kilometrowym froncie z 2 Zmechanizowaną Dywizją Lekką stacjonującą w Huy nad Mozą na północy, a następnie rozciągniętym na zachód wzdłuż potoku Mehaigne. 3 Zmechanizowana Dywizja Lekka zajęła pozycje od obszaru Crehen do Orp, a następnie na północ wzdłuż strumienia Petite Gette do Tienen. Pole bitwy, które wybrał Prioux, składało się z płaskowyżu z rzadkimi lasami, gęstej sieci dróg, rozległych miejscowości i kilku odizolowanych, dużych gospodarstw. Mehaigne i Petite Gette były małymi strumieniami płynącymi w głębokich na dwa do trzech metrów korytach z wieloma brodami, przejezdnymi dla pojazdów gąsienicowych i stanowiących dobrą osłonę dla potencjalnych najeźdźców. Lecz kluczowym elementem terenu był grzbiet biegnący od Hannut przez Crehen i Merdorp. Na północ od grzbietu strumyk Petite Gette wpływał w kierunku północnym do rzeki Skaldy, na południe od niego natomiast Mehaigne wpływała w kierunku południowym do Mozy. Grzbiet tworzył więc naturalny korytarz dla niemieckich sił zmechanizowanych.
Umieszczając 3 Dywizję na 17-kilometrowym froncie, z którego tylko 11 km zostało częściowo pokryte przeszkodami przeciwpancernymi, Prioux naciągał założenia francuskiej doktryny wojennej. Podręcznik francuskiej kawalerii z 1939 roku (gen. Langlois był jednym z jego autorów, a teraz dowodził 3 Dywizją) rozważał przypadek wykorzystania zmechanizowanej dywizji kawalerii do zalepienia wyłomu w linii frontu do czasu przybycia posiłków. W takim przypadku, zgodnie z podręcznikiem, dowodzenie powinno być zdecentralizowane. Dywizja powinna umieścić mieszane siły (piechoty i czołgów) na każdej flance możliwej trasy nieprzyjacielskiego wyłomu. Wtedy dowódca dywizji miał rozmieścić swoją artylerię i rezerwy, aby utrzymać ciągłą linię ognia. Lecz jeśli wróg zaatakowałby na całej długości frontu, wtedy cała obrona miała rozpocząć manewr odwrotu. Podręcznik dodawał, że dywizja kawalerii może wykonać taktyczny odwrót, jeśli zajmuje front nie dłuższy niż 10 do 15 km w przeciętnym terenie. W przypadku przedłużenia linii obrony ponad tę odległość, braku przeszkód przeciwpancernych i w obliczu przewagi wroga, należy przejść do całkowitego odwrotu. Doktryna francuska ostrzegała, że na szerokim froncie w otwartym terenie naprzeciwko zmasowanych sił pancernych nieprzyjaciela zmechanizowana dywizja kawalerii będzie musiała porzucić zdecentralizowaną obronę i skoncentrować swoje siły do działania w jednym miejscu. Prioux nie postępował zgodnie z tymi wskazówkami.

### Rozmieszczenie sił francuskich
Dowództwo francuskie rozczłonkowało front Korpusu Kawalerii 11 maja. Po lewej rozmieszczono 3 Dywizję pod dowództwem gen. Langloia, dzieląc jej front na sektory północny i południowy. W sektorze północnym, dowodzonym przez płk. Dodarta des Logesa, z północy na południe stacjonował: 12 Pułk Kirasjerów (dywizjon rozpoznawczy pułku), pozostający w kontakcie z brytyjską i belgijską kawalerią w rejonie Tienen, następnie dwa bataliony 11 Pułku Dragonów (3. batalion utrzymujący sześć kilometrów wzdłuż Petite Gette wokół Opheylissem, z 21 czołgami Hotchkiss oraz dołączonym szwadronem z batalionu 1 Pułku Kirasjerów, wspieranym przez 21 dział kal. 75 mm z rezerwy Korpusu Kawalerii; oraz 2. batalion obsadzający odcinek o długości pięciu kilometrów wzdłuż Petite Gette na południe do Orp, również z własnymi Hotchkissami oraz dołączonym szwadronem z 1 Pułku Kirasjerów i wspierany przez 12 dział kal. 75 mm z 76 Pułku Artylerii). Za tym sektorem stał szwadron czołgów Somua z 1 Pułku Kirasjerów w Marilles. Gen. de Lafont dowodził pięciokilometrowym południowym sektorem dywizji, stojącym okrakiem na niebezpiecznie otwartym terenie naprzeciwko Hannut. De Lafont dysponował 1. batalionem 11 Pułku Dragonów w punktach umocnionych w Thisnes, Wansin i Crehen, z własnymi szwadronami Hotchkissów oraz dodatkowym szwadronem tych czołgów z 2 Pułku Kirasjerów w Crehen i Thisnes, wspieranym przez 21 dział artyleryjskich 75 mm i 12 dział 105 mm z 76 Pułku Artylerii. Jeden szwadron czołgów Somua z 1 Pułku Kirasjerów w Jauche oraz dwa takie same szwadrony z 2 Pułku Kirasjerów w Jandrenouille i Merdorp utworzyły rezerwę sektora. Na południe od Crehen ustawiono 2 Dywizję, osłoniętą wzdłuż prawie całego swojego odcinka przez potok Mehaigne, aż do miasta Huy nad rzeką Mozą.

## Walki 12 maja

### Poranne akcje
12 maja niemiecka 4 Dywizja Pancerna szybkim tempem poruszała się naprzód, by zdobyć swój pierwszy cel, Hannut, i dotarła w rejon miasta tego ranka. Gen. Hoepner rozkazał 3 i 4 Dywizjom Pancernym skoncentrować się i opanować Hannut w celu zabezpieczenia flanki 6 Armii. Zauważając brak paliwa oraz wsparcia artylerii i piechoty dywizji pancernych, które jeszcze nie dogoniły czołgów, gen. mjr Stever z 4 Dywizji Pancernej zażądał zrzutu paliwa z powietrza. Jednakże doszedłszy do wniosku, że walczy tylko z jednym batalionem francuskim, zaatakował nieprzyjacielską obronę. Tego ranka 4 Dywizja weszła w kontakt z francuskimi siłami pancernymi złożonymi z około 25 czołgów. Niemcy zniszczyli siedem francuskich maszyn bez strat własnych.
Alianckie jednostki lotnicze również skoncentrowały się w tym rejonie, co mogło utrudnić misję Stevera. RAF wysłał tego dnia co najmniej 38 bombowców, tracąc 22 z nich. Armée de l’air przeprowadziło dwa duże ataki bombowe, z których jeden wykonało 18 bombowców Breguet Bre.693, z czego stracono osiem. 85 Messerschmittów Bf 109 z 27 Skrzydła Myśliwskiego (Jagdgeschwader 27) wykonało tego dnia 340 lotów bojowych, zestrzeliwując 26 alianckich samolotów za utratę czterech własnych. Niemiecka artyleria przeciwlotnicza strąciła kolejnych 25. Lecz tego popołudnia gen. Georges nagle zarządził pierwszeństwo w przydzielaniu wsparcia powietrznego oddalonemu znacznie na południe rejonowi Sedanu, gdzie Niemcy rozpoczęli główną ofensywę przez Ardeny. Formacje kawalerii Priouxa pozostały zatem prawie bez osłony powietrznej.
Poddając się inicjatywie przeciwka i niemal w ogóle nie dysponując zwiadem lotniczym, Prioux mógł tylko czekać, aż w walce dowie się, gdzie zgromadziły się nieprzyjacielskie czołgi. Jego prawa flanka oparła się o rzekę Mozę. Utrzymywał tam miasto Huy z dwoma batalionami zmotoryzowanej ciężkiej piechoty oraz kilkoma oddziałami dragonów i artylerią. Jego lewa flanka pozostawała w kontakcie z brytyjską lekką kawalerią i częścią belgijskiego Korpusu Kawalerii, opóźniających działania wroga wzdłuż linii St. Trond–Tienen. Niemieckie samochody pancerne, a następnie piechota sondowały w kierunku Tienen w godzinach popołudniowych, zmuszając francuski Korpus Kawalerii do rozmieszczenia w tym rejonie szwadronu czołgów i jednej z dywizjonowych grup rozpoznawczych. Brytyjskie posiłki również dotarły w rejon bitwy. Niemieckie działania tego dnia były w zasadzie próbą rozpoznania i dywersji. Głównym przedmiotem zainteresowania obu stron okazał się otwarty teren wokół Hannut.
35 Pułk Pancerny Stevera zbliżający się do Hannut napotkał na zaciekły opór. Francuskie siły pancerne podczas bitwy kilkakrotnie kontratakowały. Następnie wojska francuskie wycofały się z Hannut, nie podejmując się bezpośredniej obrony miasta. Wojska niemieckie próbowały oskrzydlić miasto, nieświadome ich odwrotu. Tak około 50 lekkich czołgów wpadło na francuski punkt umocniony w Crehen, wyposażony w 21 czołgów Hotchkiss z 2 Pułku Kirasjerów i wspierany przez elementy 76 Pułku Artylerii oraz ogień pobliskiej 2 Dywizji. Dragoni ponieśli ciężkie straty, ale to Hotchkissy udźwignęły główny ciężar obrony, pomimo utraty dowódcy. Strzelając z przygotowanych pozycji, niemieckie czołgi średnie próbowały przygwoździć Francuzów, podczas gdy czołgi lekkie krążyły wokół francuskiej pozycji. Główne siły francuskie wycofały się do Merdorp. Okrążeni kirasjerzy zostali uwolnieni przez kontratak sił pancernych 2 Dywizji. Czołgi Somua S-35 przełamały niemieckie linie, a jednostki francuskie przebiły się, ponosząc przy tym ciężkie straty. Prawa flanka 4 Dywizji Pancernej została teraz niebezpiecznie odsłonięta.

### Wieczorne walki
Pędząca z niemieckiej kwatery polowej w Oreye, około 11 km na północny wschód od Hannut, 3 Dywizja Pancerna ruszyła, aby przeciwdziałać temu zagrożeniu. O 16:30 niemiecka 6 Armia zażądała rozpoznania powietrznego. Luftwaffe zgłosiło obecność francuskich sił pancernych w Orp i jednostek zmotoryzowanych w Gembloux. Gen. Walter von Reichenau, dowódca niemieckiej 6 Armii, rozkazał Hoepnerowi wysłać XVI Korpus do Gembloux, aby uniemożliwić Francuzom zorganizowanie obrony, lecz Hoepner nadal martwił się o swoje rozciągnięte linie zaopatrzenia, a zwłaszcza o odsłonięte flanki. Elementy sąsiedniego IV Korpusu dotarły już w rejoni St. Trond, sondując w kierunku Tienen, co niepokoiło Priouxa, ale XXVII Korpus wciąż był związany walką na północ od Liège 38 km na wschód od Hannut, pozostawiając odsłoniętą południową flankę Hoepnera.
Niemieckie rozwiązanie polegało na zbudowaniu przedniej straży złożonej z jednego batalionu pancernego i jednego batalionu strzelców wspieranej przez dwie grupy artylerii, aby nacierać na Perwez, 18 km na południowy zachód od Hannut, jeśli będzie to możliwe. Jednak Stever rozkazał przedniej straży, aby w przypadku napotkania poważnego oporu atak został przerwany. Tak skonstruowana grupa bojowa posunęła się pod osłoną lotniczą i artyleryjską w stronę francuskiego punktu umocnionego w Thisnes i po prostu zignorowała francuski kontratak na Crehen na jej tyłach. Ulice Thisnes zostały zabarykadowane. Francuska ciężka artyleria ostrzelała atakujące czołgi, zatrzymując kompanię pancerną. Pozostała część sił niemieckich flankowała francuską pozycję po prawej, chociaż słaba widoczność utrudniała ruch. Straż przednia w końcu dotarła do zachodniego krańca miasta, tylko po to, by spotkać się z silnym ostrzałem artyleryjskim z sąsiedniego francuskiego umocnienia w Wansin, który ciągle się nasilał. Siły francuskie otrzymały rozkaz przegrupowania czołgów i strzelców oraz zabezpieczenia perymetru obronnego. Lecz zanim udało się to zrobić, francuskie czołgi Somua kontratakowały, obezwładniając pojazd dowódcy niemieckiego pułku pancernego. Po ciężkich walkach zarówno francuskie, jak i niemieckie czołgi wycofywały się w ciemnościach, wpadając od czasu do czasu w rozmaite przeszkody terenowe. Francuzi wycofali się do Merdorp, a Niemcy w rejon Hannut.
O 20:00 Stever rozmawiał z Hoepnerem, mówiąc mu, że jest pewien, iż przed nim stoją dwie francuskie dywizje zmechanizowane, jedna z przodu, a druga za rzeką Mehaigne. Obaj zgodzili się rozpocząć poważną ofensywę następnego dnia. Zgodnie z planem 4 Dywizja Pancerna miała skoncentrować się po prawej stronie Gembloux i działać wspólnie z 3 Dywizją Pancerną, który otrzyma wsparcie powietrzne od VIII Korpusu Powietrznego.
Niemcy zaatakowali tej nocy, sprawdzając francuską obronę. Francuski punkt umocniony w Wansin przez całą noc walczył z niemieckimi strzelcami, ostatecznie wycofując się we wczesnych godzinach rannych 13 maja. Wysunięte jednostki 3 Zmechanizowanej Dywizji Lekkiej pozostały, utrzymując pozycje w pobliżu Tienen, Jandrenouille i Merdorp. 2 Zmechanizowana Dywizja Lekka również zachowała swoje przednie pozycje. Jedyne naruszenie linii obrony miało miejsce w Winson, gdzie znajdował się punkt styczny obu francuskich dywizji. Hoepnerowi nie udało się osiągnąć celu. Wg Karla-Heinza Friesera, „pierwszego dnia francuskie siły pancerne – wbrew niemieckim raportom – zdecydowanie zwyciężyły”.

## Walki 13 maja

### Poranne akcje
Na południowy wschód od równiny siły niemieckie rozpoczęły szturm nad Mozą, główne działania Wehrmachtu w kampanii na Zachodzie. Na północ od niej gen. Hoepner przeprowadził ataki dywersyjne i związał walką potężną francuską 1 Armię, aby ta nie mogła interweniować w Ardenach. Hoepner uważał, że nowo przybyła 3 Dywizja Pancerna miała przed sobą tylko słabe siły wroga, natomiast 4 Dywizja Pancerna, jak sądził, stanęła w obliczu silnych francuskich wojsk zmechanizowanych pod Hannut i Thisnes (które Francuzi w rzeczywistości już porzucili) i prawdopodobnie drugiej francuskiej dywizji zmechanizowanej na południe od Mehaigne. Luftwaffe uderzyła późnym rankiem, aby zmiękczyć obronę wroga. 3 Dywizja Pancerna zbliżała się do Thorembais. 4 Dywizja Pancerna miała ruszyć równolegle na Perwez, przeciwko oczekiwanej silnej, belgijskiej linii obrony przeciwpancernej. W ten sposób XVI Korpus Armijny wycofał się z polecenia dowództwa 6 Armii, aby natychmiast uderzyć na Gembloux.
Francuski 12 Pułk Kirasjerów, a na południu 3. batalion 11 Pułku Dragonów, odpierali fale niemieckiej piechoty wspieranej przez pojazdy opancerzone. Niemiecka 18 Dywizja Piechoty nadal penetrowała ich pozycje. Francuskie dowództwo planowało kontratak czołgami 1 Pułku Kirasjerów w celu przywrócenia ciągłości linii obrony, ale porzuciło te plany z powodu wydarzeń w pozostałej części frontu 3 Zmechanizowanej Dywizji Lekkiej. Po południu dowództwo francuskie zarządziło odwrót. 2 Zmechanizowana Dywizja Lekka została rozmieszczona tuż na południe od planowanej osi ataku Hoepnera. Wczesnym rankiem wysłała około 30 czołgów Somua S-35 z Mehaigne na linię Merdorp–Crehen, aby zmniejszyć nacisk na 3 Dywizję. Atak został odparty z ciężkimi stratami przez ostrzał czołgów i dział przeciwpancernych w pobliżu Crehen, co przyniosło paraliżujące straty. Gen. Bougrain, dowodzący 2 Dywizją, zasygnalizował infiltrację wroga i ataki samochodów pancernych nad rzeką Mehaigne w Moha i Wanze, na północ od Huy, które groziły odcięciem dużego garnizonu belgijskiego w tym mieście. Bougrain przekierował więc tam swoje rezerwy czołgów, aby spróbować naprawić sytuację. O godz. 15:00 francuski samolot zwiadowczy zauważył duże skupiska niemieckich sił pancernych na południowy wschód od Crehen. Wtedy jednak 2 Dywizja nie miała już rezerw dostępnych do interwencji.
Dragoni Bougraina i piechota zmotoryzowana były rozmieszczone w szeregu odizolowanych punktów obrony, przez co stały się podatne na infiltrację ich obrony. Bougrain odrzucił ofertę belgijskiego III Korpusu, wycofania się przez jej linię frontu w obszarze Liège, aby wzmocnić swoje wojska na rzece Mehaigne. Ignorowanie przez Priouxa francuskiej doktryny obronnej i wynikającej z niej konieczności koncentracji sił spowodowało kontynuację zdecentralizowanego dowodzenia, co zmarnowało francuskie sukcesy operacyjne z poprzedniego dnia i stworzyło problemy dla całej francuskiej obrony.
Niemieckie dowództwo ze swojej strony, zaniepokojone siłą francuskiej 2 Dywizji, żonglowało siłami piechoty pomiędzy swoim XVI i XXVII Korpusem i zgromadziło cztery jednostki z 35, 61 i 269 Dywizji Piechoty posuwających się naprzód przez Liège wraz ze wsparciem powietrznym oraz kilkoma samochodami pancernymi. Siły te przeniknęły pomiędzy francuskimi punktami obronnymi na północ od Huy i zaangażowały siły pancerne Bougraina. Ten kluczowy sukces Niemiec polegający na związaniu francuskich sił pancernych i piechoty uwolnił Hoepnera i pozwolił skoncentrować je naprzeciwko dywizji Priouxa na zachód od Hannut. Gdyby Bougrain skoncentrował swoje siły pancerne, by posunąć się na północ lub północny wschód, mógłby spowodować ogromne problemy dla niemieckiego planu. Jednak Prioux nie dał mu takiego zadania.
Prawdziwy cel walk z 13 maja znajdował się na zachód od Hannut. Do Hoepnera dotarł rozkaz 6 Armii, aby nie tylko przedrzeć się do Gembloux, ale także ścigać wroga na zachód od tej pozycji. Hoepner skoncentrował wszystkie bataliony pancerne i strzeleckie swojego korpusu, w tym około 560 czołgów, wspieranych po prawej stronie przez 18 Dywizję Piechoty IV Korpusu, na froncie o długości około 12 kilometrów. 3 Dywizja Pancerna na północy naprzeciwko Marilles i Orp, 4 Dywizja Pancerna naprzeciwko Thisnes i Merdorp. 3 Brygada Pancerna 3 Dywizji Pancernej wyruszyła około godz. 11:30 z 5 Pułkiem Pancernym po prawej i 6 Pułkiem po lewej; dowódca brygady ruszył naprzód wraz z 5 Pułkiem. Do południa czołgi walczyły w zabarykadowanych i zaminowanych miastach wzdłuż strumienia Petite Gette. Po 90 minutach ciężkich walk obu pułkom pancernym udało się wypchnąć francuskich obrońców za strumień, 5 Pułkowi przed Marilles, a 6 Pułkowi pod Orp. Niemieckie dowództwo nakazało większości 6 Pułku skręcić na południe w kierunku Jandrain i Jandrenouille, gdzie teren był korzystniejszy i mogli pomóc 4 Dywizji Pancernej. Działający zarówno na wschodnim, jak i na zachodnim brzegu Petite Gette, 6 Pułk spotkał francuskie siły pancerne w rejonie Orp, a następnie został zaatakowany przez kolejne nieprzyjacielskie czołgi. Niemieckie bataliony połączyły siły, aby odeprzeć atak.

### Bitwa pancerna pod Orp
Siły niemieckie zaatakowały po południu. 3 Dywizja Pancerna na północy, w kierunku Marilles i Orp, 4 Dywizja Pancerna naprzeciwko Thisnes i Merdorp. 5 i 6 Brygada Pancerna 3 Dywizji Pancernej stanęły w obliczu ataku francuskich sił pancernych i tak obie strony starły się w jednoczesnym natarciu. Niemieckich czołgów było jednak więcej i działały w dużych formacjach, podczas gdy Francuzi operowali w małych grupach i strzelali wolniej. Pomiędzy 15:00 a 15:48 3 Brygada Pancerna wielokrotnie wzywała jednostki przeciwpancerne i Luftwaffe do walki z francuskimi czołgami. 2. batalion 5 Pułku Pancernego, wciąż stojący naprzeciwko Marilles, nagle znalazł się zaatakowany z boku i z tyłu przez znaczne francuskie siły pancerne. Dziennik wojenny 3 Brygady Pancernej odnotował krytyczny, 15-minutowy moment bitwy, podczas którego 2. batalion walczył samotnie. 1. batalion 5 Pułku Pancernego, widząc, że sytuacja po jego lewej stronie jest opanowana, przeszedł z powrotem na prawo, doprowadzając walkę przed Marilles do pomyślnego dla Niemców zakończenia około godz. 16:00. Kiedy strzelcy zabezpieczali Orp, załogi niemieckich czołgów pilnie prosiły o amunicję 37 i 75 mm.
Tego ranka umocnienia 2. batalionu 11 Pułku Dragonów poniosły poważne uszczerbki z powodu bombardowań z powietrza i ostrzału artylerii, podczas gdy niemieccy motocykliści, za którymi podążały samochody pancerne, rozpoznawali możliwe przejścia. Od ok. 11:30 3 Zmechanizowana Dywizja Lekka zasygnalizowała obecność około 80 niemieckich czołgów naprzeciwko Marilles, a około 100 na przedpolu Orp. Dragoni bronili swoich punktów umocnionych, wspierani przez etatowy szwadron Hotchkissów, ale ich opór zaczął słabnąć około godz. 13:30 z powodu niemieckiej przewagi i wyczerpania amunicji.
Płk Dodart des Loges, dowodzący północnym sektorem frontu 3 Dywizji, rozkazał odwrót. Gdy pozostali dragoni wycofali się, ich czołgi Hotchkiss H-35 wraz z dwoma szwadronami Hotchkissów z 1 Pułku Kirasjerów przystąpiły do kontrataku. Francuzi zepchnęli niemieckie siły pancerne z powrotem do strumienia. Straty były prawie równe; Francuzi twierdzili, że niszczyli sześć czołgów za stratę czterech. Płk de Vernejoul, dowodzący 1 Pułkiem Kirasjerów, wysłał 36 czołgów Somua S-35, aby zatrzymać niemieckie siły pancerne zbliżające się z Orp do Jandrain. Niemieckie czołgi zaskoczyły Francuzów podczas ataku. Taka sama liczba pojazdów zaatakowała z ukrycia, powstrzymując francuski kontratak.
Były to główne działania 3 Zmechanizowanej Dywizji Lekkiej mające na celu powstrzymanie 3 Dywizji Pancernej. 2 Dywizja rozpoczęła rajdy na wciąż wrażliwe flanki 4 Dywizji Pancernej. Kilka małych grup francuskich czołgów przedarło się, ale szybko zostały powstrzymane przez niemiecki 654. batalion przeciwpancerny, dołączony do 4 Dywizji Pancernej. Oprócz tych odosobnionych i sporadycznych rajdów, 2 Zmechanizowana Dywizja Lekka nie podejmowała żadnych dalszych prób ataku na flankę 4 Dywizji Panernej.

### Popołudniowe akcje
Po południu 4 Dywizja Pancerna rozpoczęła atak na Medorp. Gdy francuska artyleria otworzyła ogień, a artyleria niemiecka odpowiedziała, Francuzi wepchnęli siły pancerne do opuszczonego miasta i umiejętnie zmienili pozycję, sprawiając, że niemieckie czołgi z trudem znajdowały swoje cele. Niemieccy pancerniacy zdecydowali się ominąć miasto na jego lewej flance, ale to odsłoniło niemiecką piechotę, która została zmuszona do ustąpienia pola przed nadciągającymi francuskimi czołgami. Niemieckie maszyny szybko zawróciły i zaatakowały Francuzów na otwartej przestrzeni. Początkowo Francuzi mieli przewagę dzięki grubszemu opancerzeniu i sile ognia, ale niemiecka taktyka Schwerpunkt, zakładająca skoncentrowanie swoich sił pancernych w kluczowym punkcie pola bitwy, zaczęła odnosić skutek. Małe grupy francuskiej piechoty infiltrowały i atakowały od tyłu, ale piechota niemiecka stłumiła wszelki opór.
W tym momencie 3 i 4 Dywizja Pancerna zbliżały się do Jandrain. Pod miastem została stoczona zacięta bitwa pancerna. Niemieckie czołgi miały przewagę liczebną i zgłosiły, że zniszczyły 22 francuskie Somua S-35. Wojska niemieckie zabezpieczyły miasto i okoliczny teren. Siły niemieckie zgłosiły wzięcie 400 jeńców i zdobycie czterech lub pięciu czołgów. Francuski Korpus Kawalerii rozpoczął generalny odwrót na zachód. Niemieckie dywizje pancerne, nie bojąc się już ataku na swoje flanki, nacierały dalej wieczorem i wymiatały resztki sił wroga. 3 Brygada Pancerna odnotowała w ciągu dnia obezwładnienie 54 francuskich czołgów, 36 przez 5 Pułk Pancerny i 18 przez 3 Pułk Pancerny. Swoje straty własne określiła jako „niewielkie”; 6 Pułk Pancerny zgłosił tylko dwa uszkodzone czołgi. W rzeczywistości Niemcy stracili znacznie więcej czołgów, ale gdy pole bitwy zostało zabezpieczone, wiele z nich naprawiono. Pozostałości 3 Zmechanizowanej Dywizji Lekkiej były już za belgijskimi przeszkodami przeciwpancernymi na linii Beauvechain–La Bruyere–Pietrebais–Incourt–Perwez. Następnego ranka 2 Zmechanizowana Dywizja Lekka została wysłana z powrotem na linię na południe od Perwez.

## Walki 14 maja

### Atak na Perwez
Niemiecki atak na Perwez nastąpił rankiem 14 maja. 3 Dywizja Pancerna miała zaatakować nową linię aliantów w pobliżu Gembloux, podczas gdy gen. Stever i 4 Dywizja Pancerna mieli przebić się przez jej centrum w Perwez. Hoepner nakazał rozpoczęcie ataku bez wsparcia piechoty, ale nie dał rady przebić się przez pozycje francuskie.
4 Dywizja Pancerna walczyła z francuskimi siłami pancernymi, które stawiały silny opór w zalesionych obszarach wokół Perwez. Po ciężkich walkach francuskie umocnienia zostały zniszczone przez niemiecką piechotę. Francuska 1 Armia dokonała reorganizacji sił i rozdzieliła swoje bataliony czołgów za piechotą. Rozproszeni i pozbawieni wsparcia, Francuzi zostali pokonani przez koncentrację liczniejszych, niemieckich sił połączonych.
3 Dywizja Pancerna została zatrzymana z powodu silnego oporu ze strony 2 Zmechanizowanej Dywizji Lekkiej. Wybuchły zaciekłe walki, a pojawienie się dużej liczby francuskich czołgów spowodowało, że niemieckie dowództwo zaczęło podejrzewać, iż rozwija się poważny kontratak, podczas gdy w rzeczywistości były to tylko akcje opóźniające straży tylnej. Obie strony poniosły znaczne straty w siłach pancernych, ale gdy zapadła noc, 2 Dywizja wstrzymała działania straży tylnej i niemieckie dowództwo odzyskało panowanie nad swoimi oddziałami. Siły alianckie zyskały czas na zreorganizowanie swoich sił, aby odpowiedzieć na kolejny poważny niemiecki atak 15 maja.

## Następstwa
Niemieckie Panzer III i IV były jedynymi niemieckimi czołgami, które w tej bitwie mogły pokonać francuskie czołgi Somua S-35. Maszyna ta była powszechnie uważana za jeden z najpotężniejszych czołgów biorących udział kampanii na Zachodzie. Niemiecka taktyka okazała się lepsza; używając radia do koordynowania manewrów, Niemcy przechytrzyli Francuzów, którzy byli ograniczeni do sztywnego, statycznego pozycjonowania, jak podczas I wojny światowej. Załogi francuskich czołgów nie potrafiły porozumiewać się z taką płynnością ani szybkością. Francuzi przegapili swoje możliwości taktyczne i operacyjne oraz byli słabo skoordynowani. Niemieckie czołgi miały również więcej członków w załodze, więc dowódca mógł skoncentrować się wyłącznie na dowodzeniu, podczas gdy francuscy dowódcy musieli pełnić również rolę działowego i ładowniczego.
Niemiecki plan nie zdołał uprzedzić francuskiej 1 Armii pod Gembloux, pomimo zwycięstwa nad 3 Zmechanizowaną Dywizją Lekką. Niemiecki atak na równinę belgijską związał Korpus Kawalerii i część francuskiej 1 Armii, podczas gdy główna niemiecka ofensywa przetaczała się nad Mozą pod Sedanem na południowym wschodzie. Niemcy mieli nadzieję, że czołgi Hoepnera i sąsiednie korpusy powstrzymają oraz zneutralizują zagrożenie ze strony 1 Armii, ale 15 maja jej siły zgodnie z planem zajęły pozycje, zyskując czas i miejsce na manewrowanie. Część 1 Armii poświęciła się później podczas oblężenia Lille i zatrzymała większość czołgów, które przedarły się na południowy wschód, umożliwiając Brytyjskim Siłom Ekspedycyjnym i innym jednostkom francuskim ewakuację z Dunkierki.